# Dinjaška
Koordinati:   44°21′40″N, 15°11′12″E
Dinjaška je manjše naselje s pristanom v istoimenskem zalivu na otoku Pagu (Hrvaška).
Dinjaška je manjše naselje, ki ga sestavlja več zaselkov, v katerem živi okoli 100 prebivalcev. Dinjaška leži ob solinah v dnu istoimenskega zaliva ob cesti, ki povezuje Pag z ostalimi kraji na otoku.
Od Dinjaške se proti naselju Miškovići ob čistem morju razpoteza okoli 10 km
dolga peščena obala. Severozahodno od Dinjaške pa leži plodno »Dinjaško polje« z vinogradi.
Gričevje, ki se razprostira vzhodno od zaliva z vrhovi visokimi nad 100 m, (Tusta-112 m, Marovići-122 m, Panos-111 m), dobro ščiti »Dinjaški zaliv« pred udari burje, medtem ko je vpliv juga zelo močan.
Privez plovil je možen na vaškem pomolu, ali pa na sidrišču v zalivu, kjer je morje globoko do 5 m.